# Austroazijski jezici
Austroazijski jezici, velika jezična porodica iz južne Azije koja obuhvaća (169) jezika a podijeljena je na dvije glavne grane, Mon-Khmer i Munda. 
A) Mon-khmerski, Indokina (147)
a) Asli ukupno (18) Malajski poluotok i jedan u Tajlandu: batek, besisi, chewong, jah hut, jehai, kensiu, kintaq, lanoh, minriq, mintil, sabüm, semai, semaq beri, semelai, semnam, temiar, temoq, tonga.
b) istočni mon-khmerski (67) Tajland, Kambodža, Vijetnam, Laos:
b. 1) bahnarski jezici (40) jezika. Vijetnam, Kambodža, Laos: alak, bahnar, chrau, cua, halang, halang doan, hre, jeh, jeng, kaco', katua, kayong, koho, kraol, kravet, kru'ng 2, lamam, lave, laven, maa, mnong (3 jezika: istočni, središnji, južni), monom, nyaheun, oy, rengao, romam, sapuan, sedang, sok, sou, stieng (2 jezika, bulo i budeh), takua, talieng, tampuan, the, todrah, trieng.
b. 2) katu (19), Laos, Tajland, Vijetnam: bru (dva jezika istočni i zapadni), ir, kasseng, kataang, katu (2 jezika istočni i zapadni), khlor, khua, kuy, ngeq, nyeu, ong, pacoh, phuong, sô, ta'oih (dva jezika, gornji i donji), tareng.
b 3) khmerski (2), kambodža i Tajland: sjeverni ili khmer lue i središnji
b 4) pear (6) Kambodža: chong, pear, samre, sa'och, somray, suoy.
c.) Mon (2) Tajland, Burma: mon, nyahkur.
d) Nikobarski (6) Nikabari: car, chaura, južni nikobarski, shom peng, središnji nikobarski, teressa.
e) Sjeverni mon-khmerski (38) Bangladeš, Indija, Tajland, Laos, Vijetnam, Burma, Kina: 
e. 1) khasi (3), Bangladeš, Indija: khasi, pnar, war.
e. 2) khmu (13) Laos, Vijetnam, Tajland: bit, kháng, khao, khmu, khuen, lua', mal, mlabri, o'du, phai, phong-kniang, pray 3, puoc.
e. 3) mang (1) Vijetnam: mang.
e. 4) palaung (21), Burma, Kina, Laos, Tajland: blang, con, danau, hu, kiorr, kon keu, lamet, lawa (dva jezika, zaapdni i istočni), man met, mok, palaung (3 jezika: pale, shwe, rumai), parauk, riang,  samtao, tai loi, u (zove se i puman), wa, yinchia.
f) Palyu (2) Kina: bogan, bolyu.
g) Viet-Muong jezici (10) Vijetnam, Laos, Tajland: aheu, arem, bo, chut, hung, maleng, muong, nguôn, tho, vijetnamski.
h) neklasificirani (4) Kina: bugan, buxinhua, kemiehua, kuanhua.
B) Munda, (22) Indija
a) sjeverni (13): agariya, asuri, bijori, birhor, ho, koda, koraku, korku, korwa, mahali, mundari, santali, turi.
b) južni (9): bondo, gadaba, gata', juang, juray, kharia, lodhi, parenga, sora.

## Vanjske poveznice
- Ethnologue (14th)
- Ethnologue (15th)
- Ethnologue (16th)
- Familia Austroasiática